# Ol'ga Olejnik
Ol'ga Arsen'evna Olejnik (in russo О́льга Арсе́ньевна Оле́йник?; 2 luglio 1925 – 13 ottobre 2001) è stata una matematica sovietica che ha condotto un lavoro pionieristico sulla teoria delle equazioni differenziali alle derivate parziali, la teoria dei mezzi elastici fortemente disomogenei e la teoria matematica degli strati limite.
Era una studentessa di Ivan Petrovskij. Ha studiato e lavorato all'Università statale di Mosca.
Ha ricevuto numerosi premi per i suoi notevoli contributi: il Premio Chebotarev nel 1952; il Premio di Stato 1988; il Premio Petrovsky nel 1995; e il Premio dell'Accademia Russa delle Scienze nel 1995. Inoltre è stata membro di diverse accademie di scienze straniere e ha conseguito diverse lauree honoris causa.

## Biografia
Il 2 maggio 1985 Olga Oleinik è stata insignita della laurea honoris causa dall'Università La Sapienza di Roma, insieme a Fritz John.

## Carriera

### Attività di ricerca
È autrice di oltre 370 pubblicazioni matematiche e 8 monografie, come unica autrice o in collaborazione con altri: il suo lavoro copre la geometria algebrica, la teoria delle equazioni differenziali alle derivate parziali dove il suo lavoro ha illuminato vari aspetti, la teoria dell'elasticità e la teoria degli strati limite.

### Attività didattica
Era un'insegnante entusiasta e molto attiva, essendo la relatrice di tesi per 57 "candidati".

## Pubblicazioni selezionate
- (RU) vol. 12, 1957, MR 94541, Zbl 0080.07701,  http://mi.mathnet.ru/eng/umn/v12/i3/p3. An important paper where the author describes generalized solutions of nonlinear partial differential equations as BV functions.
- (RU) vol. 14, 1959, MR 117426, Zbl 0096.06603,  http://mi.mathnet.ru/eng/umn/v14/i2/p159. . An important paper where the author constructs a weak solution in BV for a nonlinear partial differential equation with the method of vanishing viscosity.
- (RU) vol. 135, 1960, Zbl 0131.09202. . An important paper in the theory of the Stefan problem: generalizing earlier work of her doctoral student S. L. Kamenomostskaya, the author proves the existence of a generalized solution for the multi dimensional model.
- 1973, ISBN 0-306-30751-0, MR 457907, Zbl 0217.41502,  https://books.google.com/books?id=fTPvAAAAMAAJ.  (reviews of the Russian edition).
- Série I: Mathématiques, vol. 308, MR 0995908, Zbl 0698.35067,  http://gallica.bnf.fr/ark:/12148/bpt6k6236782n/f497.image. .
- Série I: Mathématiques, vol. 309, MR 1053284, Zbl 0937.35502,  http://gallica.bnf.fr/ark:/12148/bpt6k6216350r/f603.image. .
- Studies in Mathematics and its Applications, vol. 26, 1991, ISBN 0-444-88441-6, MR 1195131, Zbl 0768.73003. .
- Copia archiviata, Atti dei Convegni Lincei, vol. 92, 1992, ISSN 0391-805X (WC · ACNP), MR 1783034, Zbl 0972.35013. URL consultato il 4 febbraio 2022 (archiviato dall'url originale il 7 gennaio 2017)..
- 1994, DOI:10.1007/978-3-642-84659-5, ISBN 3-540-54809-2, MR 1329546, Zbl 0838.35001. .
- Applied Mathematics and Mathematical Computation, vol. 15, 1999, ISBN 1-58488-015-5, MR 1697762, Zbl 0928.76002,  https://books.google.com/books?id=8-CxE8VuDc4C&q=Mathematical+Models+in+boundary+layer+theory&pg=PP1. .

### Riferimenti biografici e generali
- . The story of the life of Gaetano Fichera written by his wife, Matelda Colautti Fichera: this reference is important for understanding the friendship between Olga Oleinik, Gaetano Fichera and his wife.
- Copia archiviata, 2006. URL consultato il 4 febbraio 2022 (archiviato dall'url originale l'8 marzo 2018).. Some recollections of the authors about Olga Ladyzhenskaya and Olga Oleinik.
- vol. 50, 2003, MR 1951108, Zbl 1159.01335,  https://www.ams.org/notices/200302/comm-oleinik.pdf. . An ample commemorative paper written by three friends/collaborators.
- Serie VII, vol. 16, 1996, MR 1422388, Zbl 0861.35002,  https://www1.mat.uniroma1.it/ricerca/rendiconti/ARCHIVIO/1996(3)/347-373.pdf.  (Also available at the Internet Archive).
- vol. 120, DOI:10.1023/B:JOTH.0000016045.00993.ef, MR 2085177, Zbl 1290.35002. . A short obituary notice by Louis Nirenberg.
- Copia archiviata, 2006. URL consultato il 4 febbraio 2022 (archiviato dall'url originale l'8 marzo 2018).. Some recollections of the author about Olga Ladyzhenskaya and Olga Oleinik.
- vol. 58, 2003, Bibcode:2003RuMaS..58..161V, DOI:10.1070/RM2003v058n01ABEH000607, MR 1992133, Zbl 1050.01527,  http://mi.mathnet.ru/eng/umn/v58/i1/p165. . An almost comprehensive obituary article: its English translation is published in the Russian Mathematical Surveys as  vol. 58, 2003, DOI:10.1070/RM2003v058n01ABEH000607, MR 1992133, Zbl 1050.01527,  http://www.iop.org/EJ/abstract/0036-0279/58/1/M04/. .
- Studi e Fonti per la storia dell'Università di Roma, vol. 10, 1986. . The "regest of honoris causa degrees from 1944 to 1985" (English translation of the title) is itself a detailed and carefully commented regest of all the documents of the official archive of the Sapienza University of Rome pertaining to the honoris causa degrees awarded or not. It includes all the awarding proposals submitted during the considered period, detailed presentations of the work of the candidate, if available, and precise references to related articles published on Italian newspapers and magazines, if the laurea was awarded.

### Riferimenti scientifici
- vol. 158, 2009, DOI:10.1007/s10958-009-9394-2, MR 2675370, Zbl 1200.35158. . This monograph consists of two volumes and is devoted to second-order partial differential equations (mainly, equations with nonnegative characteristic form). A number of problems of qualitative theory (for example, local smoothness and hypoellipticity) are presented, and the work of many contributors, like Olga Oleinik, Gaetano Fichera, the Author himself and others area thoroughly reviewed.
- vol. 158, 2009, DOI:10.1007/s10958-009-9395-1, MR 2675371, Zbl 1200.35157. . This monograph consists of two volumes and is devoted to second-order partial differential equations (mainly, equations with nonnegative characteristic form). A number of problems of qualitative theory (for example, local smoothness and hypoellipticity) are presented, and the work of many contributors, like Olga Oleinik, Gaetano Fichera, the Author himself and others area thoroughly reviewed.